# 아사히정 (아이치현 히가시카모군)
아사히정(旭町)은 아이치현 히가시카모군에 설치되었던 정이다.
2005년 4월 1일, 후지오카정, 오바라촌, 아스케정, 시모야마촌, 아사히정, 이나부정의 4정 2촌이 도요타시에 편입합병돼 아사히정은 폐지되었다.

## 지리
아이치 현의 북동부에 위치하고 기후 현과 현 경계를 접하고 있다.미노미카와 고원 북서단에 위치하며 면적의 81%는 산림 벌판이 차지하고 있다

## 역사
- 1906년 - 노미촌, 이코마촌, 겐기촌, 쓰쿠모촌이 합병해 아사히촌이 성립하였다.
- 1959년 9월 26일 - 이세 만 태풍으로 농지와 도로에 막대한 피해를 입었다.
- 1967년 4월 1일 - 아사히촌이 정으로 승격해 아사히정이 성립하였다. 아이치현에서 54번째의 정이다.
- 1970년 4월 - 전국 776개 정촌의 하나로서 과소지역으로 지정되어 과소지역대책긴급조치법의 적용을 받았다.
- 1970년 - 아사히 촌사무소가 현재 위치로 이전하여 청사를 신축.
- 2005년 - 아사히정을 포함한 4정 2촌이 도요타시에 편입돼 아사히정은 폐지되었다.

## 행정
- 1948년 10월 19일-1956년 10월 17일 스즈키 린헤이 (鈴木林平)
- 1956년 10월 18일-1976년 10월 17일 가스야 나오키치 (糟谷直吉)
- 1976년 10월 18일-1984년 10월 17일 하야시 야스타카 (林康隆)
- 1984년 10월 18일 -???년 ???일 야마다 이와오 (山田巖) - 1984년은 28년 만의 아사히촌/아사히정장 선거였다.